# Консистория
Консистория е събрание на папата и кардиналите от католическата църква, на което папата съобщава нови назначения на свободните кардиналски постове. Освен съобщаването на предложенията за кардинали те биват и одобрявани на този съвет от присъстващите. Често консисторията е ползвана от папата и като съвещателен орган при вземането на важни решения.